# Loveparade – Als die Liebe tanzen lernte
Loveparade – Als die Liebe tanzen lernte ist ein Dokumentarfilm von Peter Scholl aus dem Jahr 2019, der die Entstehung der Loveparade in Deutschland ab 1989 dokumentiert. Der Film besteht aus aktuellen Interviews sowie zeitgenössischem Film- und Fotomaterial. Der Film ist eine Produktion der solo:film GmbH im Auftrag des Rundfunk Berlin-Brandenburg. Er wurde erstmals am 15. Juli 2020 im Ersten ausgestrahlt.

## Inhalt
Der Film thematisiert die Entstehung der Loveparade, die auf eine Idee von Dr. Motte zurückging, der diese unter dem Motto Friede, Freude, Eierkuchen als politische Demonstration anmeldete. Mit der Unterstützung weiterer Weggefährten wie Danielle de Picciotto organisierte er die Veranstaltung, die erstmals am 1. Juli 1989 mit etwa 75 Teilnehmern auf dem Kurfürstendamm stattfand. In den folgenden Jahren wuchs der Umfang der Loveparade deutlich an, bis im Jahr 1999 etwa 1,5 Millionen Raver die Veranstaltung besuchten. In zahlreichen Interviews mit Organisatoren der Veranstaltung wird gezeigt, dass die Loveparade die Geburtsstunde einer großen Jugendbewegung war, welche die „Generation Techno“ auch über 30 Jahre später noch prägt. Thematisiert werden auch die Auswirkungen des Mauerfalls 1989 und wie ostdeutsche Jugendliche wie Wolle XDP den Weg in die Szene fanden.
Auch Kritiker der Loveparade kommen zu Wort. Angesprochen werden die zunehmende Kommerzialisierung der Szene, die Lärm- und Abfallproblematik mit der Umweltverschmutzung des Tiergartens, der Todesfall eines jungen Mannes nach einer Messerstecherei auf der Parade 1999 sowie die generelle Frage des Status als politische Demonstration. Der Film endet mit dem Ausfall der Loveparades 2004 und 2005 und dem anschließenden Umzug ins Ruhrgebiet. Dort wird nach dem Unglück bei der Loveparade 2010 entschieden, die Veranstaltung künftig nicht mehr fortzuführen.

## Rezeption
Laut Thomas Winklers Rezension für das Berliner Stadtmagazin Tip erzähle Scholls Film „sehr überzeugend“ die Geschichte, wie einige „verstrahlte Nachtgestalten eine weltweite Jugendbewegung initiieren konnten, die allen Ernstes glaubte, die Welt retten zu können“. Kritisieren ließe sich dennoch, dass „einzelne prägende Figuren nicht ausreichend gewürdigt“ werden, die Rolle der Drogen „eher unterbelichtet“ bleibe und die letzten Jahre, in denen der Demonstrationsstatus aberkannt wurde, die Parade Berlin verließ und in der Katastrophe von Duisburg mündete, „nachgerade oberflächlich abgehandelt“ würden. Winkler hätte sich gewünscht, dass man über die grandiose Erfolgsgeschichte der ersten Jahre hinaus auch noch gezeigt hätte, „welches kulturelle Erbe die Loveparade hinterlassen und auch wie sie Berlin auf lange Sicht verändert hat“. Andererseits wäre das dann aber auch wieder ein „Stoff für einen weiteren, ganz anderen Film“.
Tilmann P. Gangloff bezeichnete den Film in seiner Kritik für evangelisch.de „sehenswert“, vor allem wegen der Erinnerungen von Organisatoren und Teilnehmern, aber auch wegen einiger „amüsanter SFB-Archivschätze aus den Neunzigerjahren“. Die Kommentierung durch Benno Fürmann nannte Gangloff „markant und prägnant“. Die Kritik an der Kommerzialisierung der Veranstaltung komme allerdings nur „allzu beiläufig“ zur Sprache.
Der Berliner Kurier nannte den Film eine „liebevolle Doku“, die vermutlich viele Zuschauer „mit einem seltsamen Gefühl“ zurücklasse. Kritisiert wurde die Entscheidung, die Katastrophe von Duisburg in gerade mal 32 Sekunden abzuhandeln, zumal sich die Kritik eines Zeitzeugen in diesem Zusammenhang vor allem auf die Kommerzialisierung des Events fokussiere.